# Castel Welsperg
Il castel Welsperg (talvolta italianizzato in Castello di Monguelfo; in tedesco: Schloss Welsberg) è un castello sito nei pressi del paese di Monguelfo (Welsberg), all'inizio della valle di Casies, laterale della val Pusteria.

## Storia e descrizione
Il castello sorge su un'altura a pochi minuti di distanza dai centri abitati di Monguelfo e Tesido. L'altura si presenta come un pianoro roccioso che scende a strapiombo verso il torrente rio di Casies, che scorre ai piedi del maniero. La posizione impervia fu scelta appositamente dai padroni del castello per garantirsi una difesa naturale.
Il nucleo originale del castello, l'alto mastio, fu fatto costruire tra il 1126 e il 1140 dai fratelli Schwikher e Otto von Welsperg. In seguito venne costruito anche il palazzo residenziale e una cappella romanica.
Grazie ai buoni affari e all'aumentato potere, nel 1359 Georg von Welsperg comprò il vicino Castel Thurn.
Tra la fine del XV e l'inizio del XVI secolo, il maniero fu notevolmente ampliato.
Nel 1765 un incendio doloso distrusse gran parte del castello. Si procedette quindi a importanti lavori di restauro, come ad esempio l'abbassamento del palazzo all'altezza attuale, ma il maniero perse ben presto di importanza e non fu più abitato.
Oggi il castello viene mantenuto e gestito dall'associazione Kuratorium Schloss Welsberg, una associazione culturale sorta nel 1987 per iniziativa del dottor Josef Sulzenbacher, che vi organizza concerti, esposizioni e cerimonie soprattutto nel periodo estivo. Il Kuratorium ha come obiettivo anche il restauro e la rivitalizzazione dei vari locali del castello e del mastio, la parte più antica, rispettando tradizione ed innovazione.

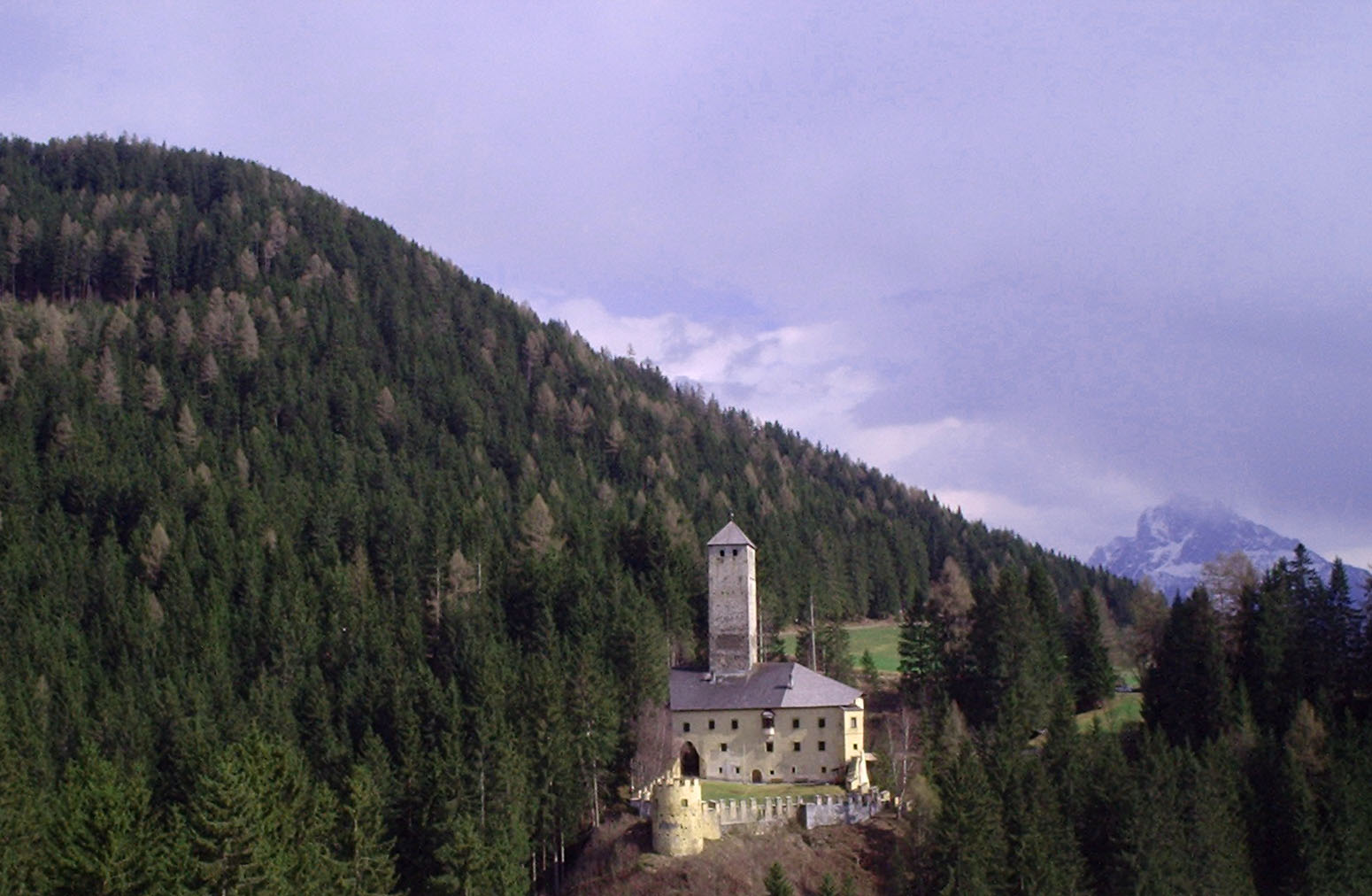
Castel Welsperg nel periodo invernale
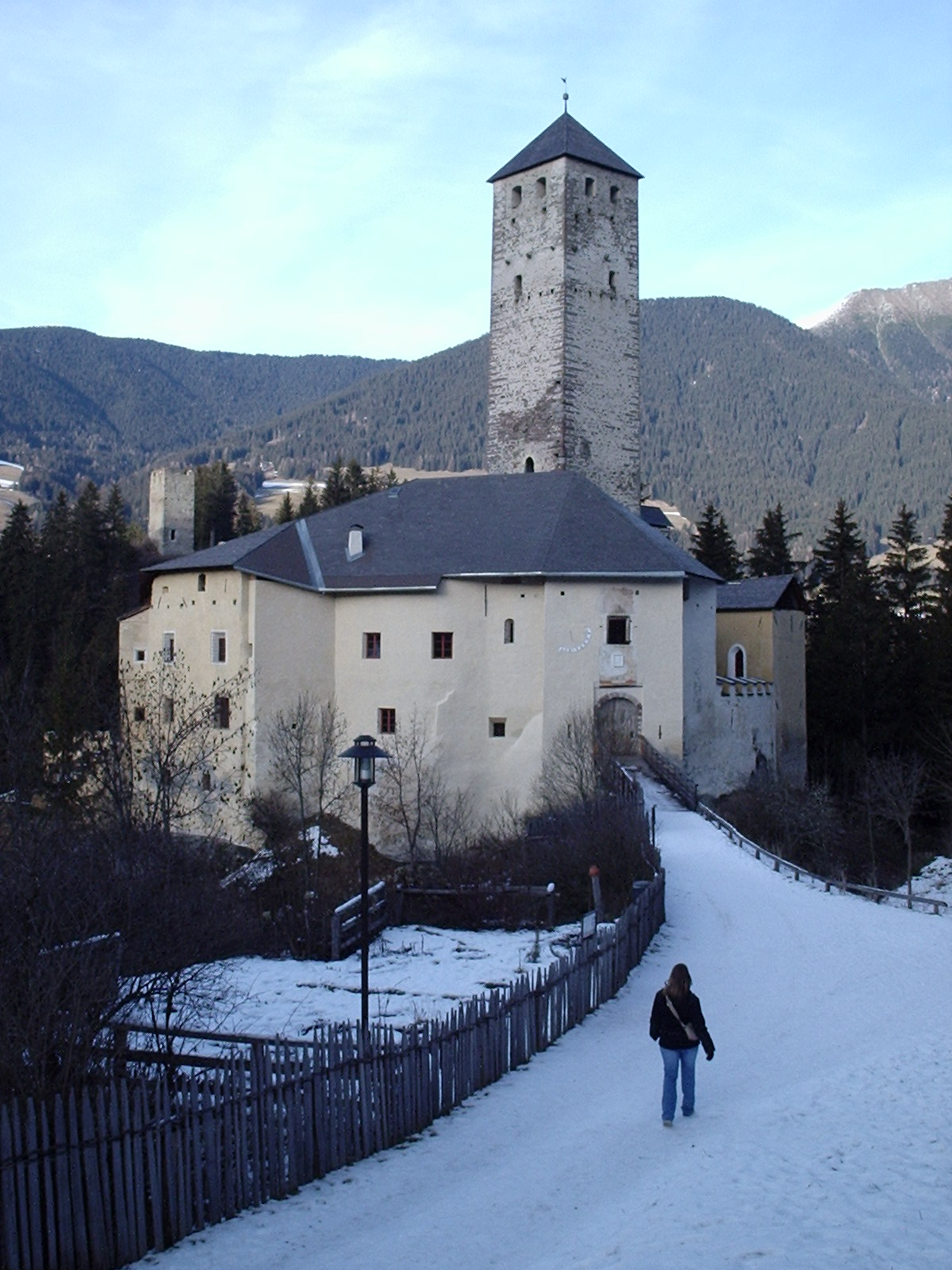
Castel Welsperg nel periodo invernale
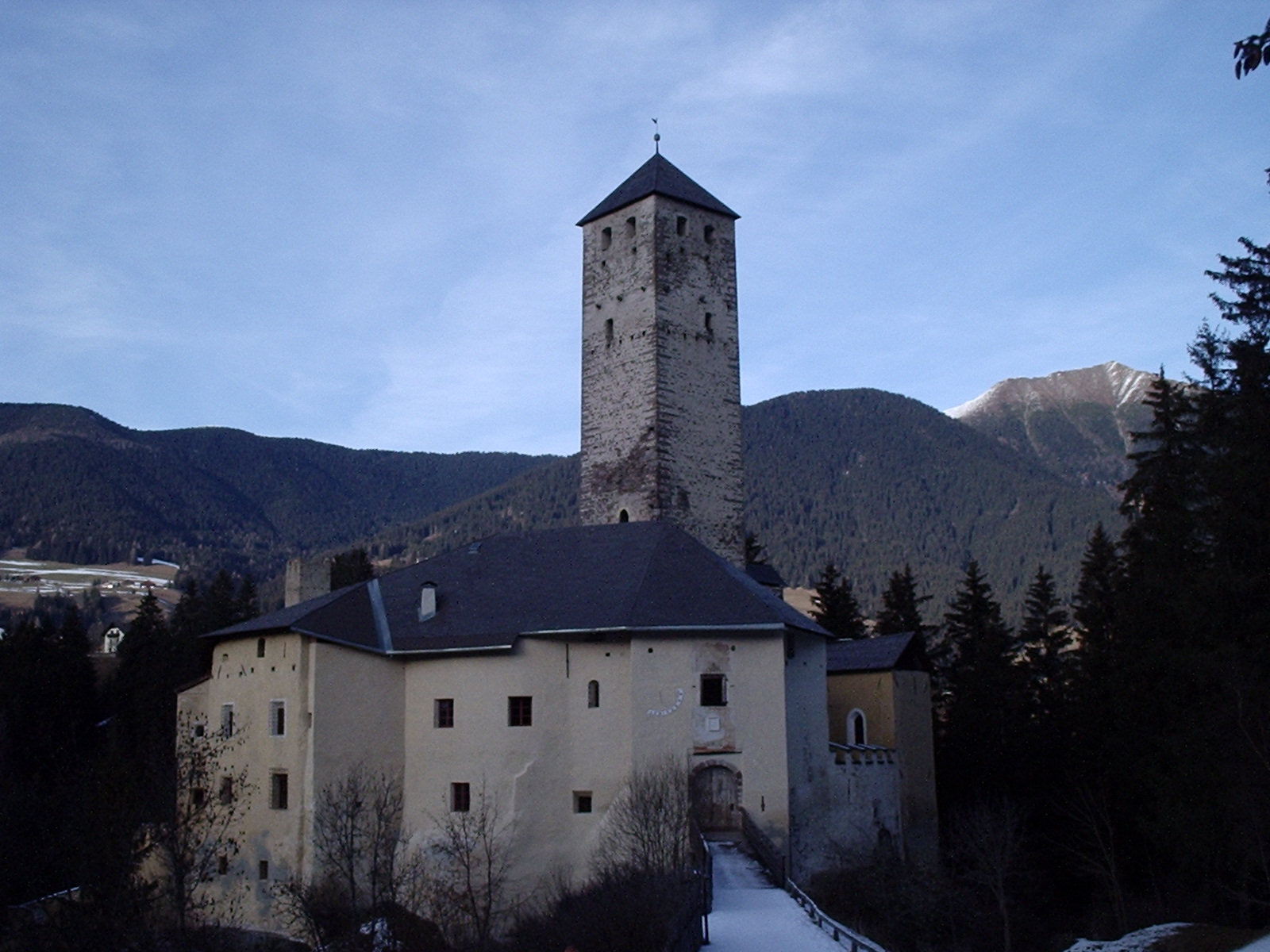
Castel Welsperg
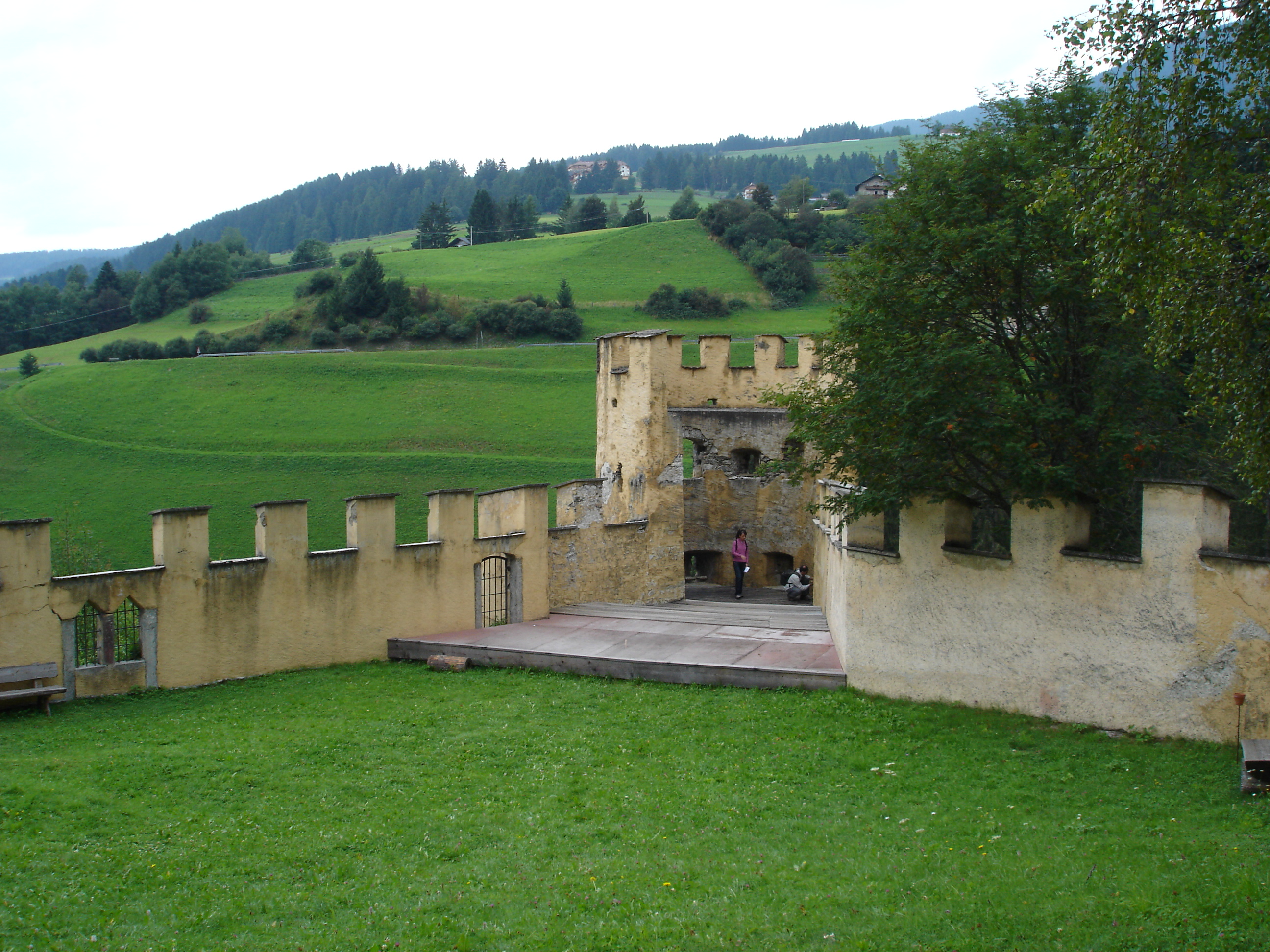
Cortile del castello